# Siniconops splendens
Siniconops splendens är en tvåvingeart som beskrevs av Camras 1960. Siniconops splendens ingår i släktet Siniconops och familjen stekelflugor. Inga underarter finns listade i Catalogue of Life.